# Farmington (Illinois)
Farmington és una població dels Estats Units a l'estat d'Illinois. Segons el cens del 2000 tenia 2.601 habitants.

## Demografia
Segons el cens del 2000, Farmington tenia 2.601 habitants, 1.035 habitatges, i 710 famílies. La densitat de població era de 809,9 habitants/km².
Dels 1.035 habitatges en un 29,7% hi vivien nens de menys de 18 anys, en un 57,2% hi vivien parelles casades, en un 7,9% dones solteres, i en un 31,4% no eren unitats familiars. En el 29,2% dels habitatges hi vivien persones soles el 16,4% de les quals corresponia a persones de 65 anys o més que vivien soles. El nombre mitjà de persones vivint en cada habitatge era de 2,43 i el nombre mitjà de persones que vivien en cada família era de 2,97.
Per edats la població es repartia de la següent manera: un 23% tenia menys de 18 anys, un 8,5% entre 18 i 24, un 26,1% entre 25 i 44, un 20,5% de 45 a 60 i un 21,8% 65 anys o més.
L'edat mediana era de 40 anys. Per cada 100 dones de 18 o més anys hi havia 86,6 homes.
La renda mediana per habitatge era de 35.893 $ i la renda mediana per família de 49.167 $. Els homes tenien una renda mediana de 34.500 $ mentre que les dones 25.590 $. La renda per capita de la població era de 19.336 $. Aproximadament el 4,2% de les famílies i el 7% de la població estaven per davall del llindar de pobresa.

## Poblacions més properes
El següent diagrama mostra les poblacions més properes.